# Mergellus
Mergellus este un gen de rață. Ferestrașul mic (Mergellus albellus) este singura specie existentă, dar o specie dispărută cunoscută sub numele de Mergellus mochanovi a fost, de asemenea, descrisă din depozitele Pleistocenului târziu din regiunea Yakutia din Rusia.